# 中條勝次郎
中條勝次郎（ちゅうじょうかつじろう）は、日本の武術家、教育者である。名は澄友、字は思考、号は滝山。
中條塾の創設者であり、無相流新柔術の流祖である。

## 経歴
中条勝次郎澄友は、1799年3月22日（寛政11年2月17日）に林田中河原（現在の坂出市）の中條岩右衛門の嫡男として生まれる。
幼少より学問を好み、11歳の春に父の勧めで高松藩の三野孫兵衛の門に入り儒学を学んだ。12歳の頃には白文をすらすらと読むことができた。
14歳の時に丸亀雑賀の嶌友三（嶌左之右衛門家貞）の門人となり無相流逆捕、天下無双流捕縄術、関口流居合を学び17歳の春に全ての免許を受けた。また、嶋友三門下の圖子與之助村章に師事し岸柳柔術（関口眼流）、麻山一傳流、萩野流火術、静流長刀を学び目録を受けた。他に赤羽流所秘大国火及び鉄砲の秘伝、喜多武平基治から村上流鉄鎖なども学んだ。また中條勝次郎は直心影流剣術も学んでおり免許皆伝の腕前であった。
18歳の時に高松藩士の守屋氏右衛門義抽の門人となり天文、地理、暦学、易学、無天流剣術を学んだ。
1819年（文政2年）20歳で牢人株に進み、中條姓を名乗った。1823年（文政6年）に筮者占考となり、1824年（文政7年）小寄合並という資格になった。その前後から来て学ぶ者の数が数百人に及んだので、自宅に中条塾を新設し昼間は武士に夜間は一日おきに百姓や町人に文武の道を教えた。 その後、嶌友三から学んだ無相流逆捕に自身の工夫を加え新たに無相全流を創始し、1832年（天保3年）に流派名を無相流新柔術と改めた。無相流新柔術は甲冑を着た敵にも施せるように工夫して創始された。
中條塾では主に無相流新柔術、直心影流剣術、村上流鉄鎖を教えていた
1840年（天保11年）41歳の頃に文武の門人が増加して210余名を数え道場は全盛をきわめた。県内や他国からの武者修行者が相次いだ。しかし、少しも驕らず徳行を先に技を後にし公益のために道路を改修したり貧民に米を与えるなどしたので広く万民から慕われていた。
1846年（弘化3年）の夏、病気により47歳で亡くなった。 

## 中條塾
中條塾は坂出地方に於ける最も異彩ある文武の道場であった。塾生は讃岐全土に及び、武術修行者は全国各地から漫遊して来て奥伝を受けて帰国したので盛名は天下に周知されていた。
1824年頃（文政7年）に自宅に中条塾を新設し、昼間は武士に夜間は一日おきに百姓や町人に文武の道を教えた。
中條塾では武術は無相流新柔術、直心影流剣術、村上流鉄鎖、学問では天文、易学、暦学、測量などを教えていた。二代目塾頭の中條秀次郎の代では漢学も教授していた。
1846年（弘化3年）病気により47歳で中條勝次郎が亡くなったため、次男の中條秀次郎が後を継いで第二代塾頭となった。中條勝次郎長男の中條繁太郎は少年時代から文武両道に秀で、特に柔術では天才的達人であったが19歳で病死した。
次男の中條秀次郎も父兄に劣らない名人であり、特に人材育成と社会公共に従事したため厚く郷党に信頼されていた。
門弟で遠隔の地から来て学ぶ者は内弟子として寄宿させていた。